# Nahořečice
Nahořečice (německy Nahorscheditz) jsou malá vesnice, část obce Valeč v okrese Karlovy Vary v Karlovarském kraji. Nachází se asi 3,5 kilometru jihovýchodně od Valče. Nahořečice jsou také název katastrálního území o rozloze 1,16 km².

## Historie
První písemná zmínka o vesnici pochází z roku 1359, kdy Buzek z Kostrčan přispěl nahořečickému kostelu ročním platem půl kopy grošů. V letech 1393–1407 jsou zmiňováni vladykové Mikuláš, Pelhřim, Jan a Hynek z Nahořečic, kteří sídlili na zdejší tvrzi. Z mladší doby se však žádné zmínky o panském sídle nedochovaly. Tvrz zanikla nejspíše na počátku šestnáctého století, kdy byly Nahořečice připojeny k Libkovicím. Součástí libkovického panství zůstaly až do roku 1821, kdy vesnici koupil hrabě Prokop Lažanský a připojil ji k Chyši.

## Obyvatelstvo
Při sčítání lidu v roce 1921 zde žilo 133 obyvatel (z toho 61 mužů), z nichž byli dva Čechoslováci a 131 Němců. Všichni se hlásili k římskokatolické církvi. Podle sčítání lidu z roku 1930 měla vesnice 135 obyvatel: čtyři Čechoslováky, 129 Němců a dva cizince. I tentokrát byli všichni římskými katolíky.
|                                                                    | 1869 | 1880 | 1890 | 1900 | 1910 | 1921 | 1930 | 1950 | 1961 | 1970 | 1980 | 1991 | 2001 | 2011 | 2021 |
| ------------------------------------------------------------------ | ---- | ---- | ---- | ---- | ---- | ---- | ---- | ---- | ---- | ---- | ---- | ---- | ---- | ---- | ---- |
| Obyvatelé                                                          | 117  | 135  | 124  | 116  | 122  | 133  | 135  | 69   | 47   | 36   | 22   | 9    | 11   | 11   | 21   |
| Domy                                                               | 28   | 28   | 27   | 27   | 26   | 26   | 28   | 17   | —    | 11   | 8    | 11   | 15   | 10   | 15   |
| Počet domů z roku 1961 je zahrnut v domech místní části Kostrčany. |      |      |      |      |      |      |      |      |      |      |      |      |      |      |      |

## Obecní správa
Při sčítání lidu v letech 1869–1950 Nahořečice byly samostatnou obcí, se kterým patřily nejprve do okresu Žlutice, ale v roce 1950 v okrese Podbořany. V letech 1961–1974 byly částí obce Kostrčany v okrese Karlovy Vary. Od 1. ledna 1975 jsou částí obce Valeč v okrese Karlovy Vary.

## Pamětihodnosti
Uprostřed vesnice stojí kostel svatého Václava. Poprvé je zmiňován již roku 1359, ale dochovaná podoba pochází z barokní přestavby na konci sedmnáctého století.

## Osobnosti
Ve vesnici se narodil katolický kněz František Albert.

## Galerie

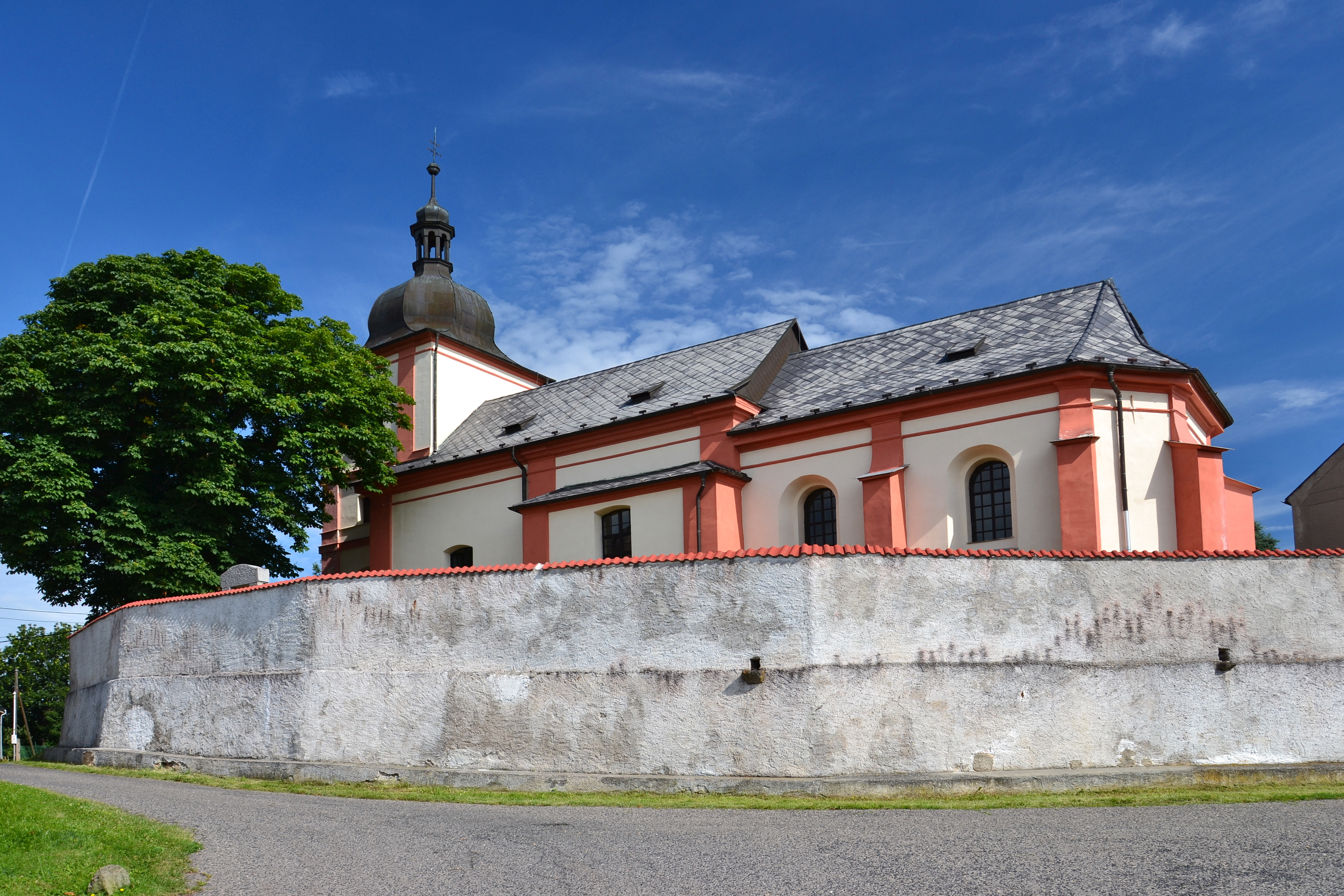
Kostel svatého Václava
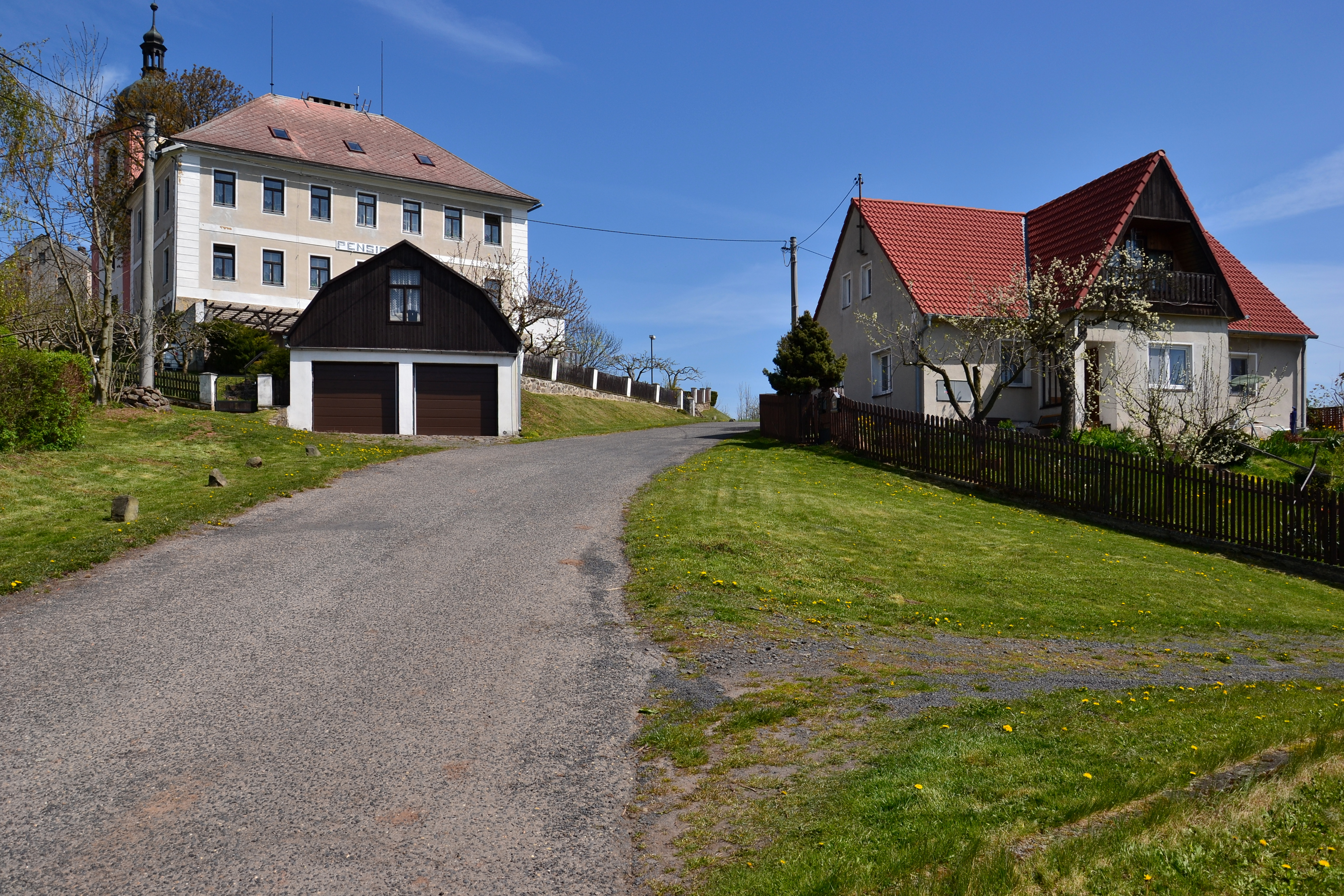
Silnice pod kostelem
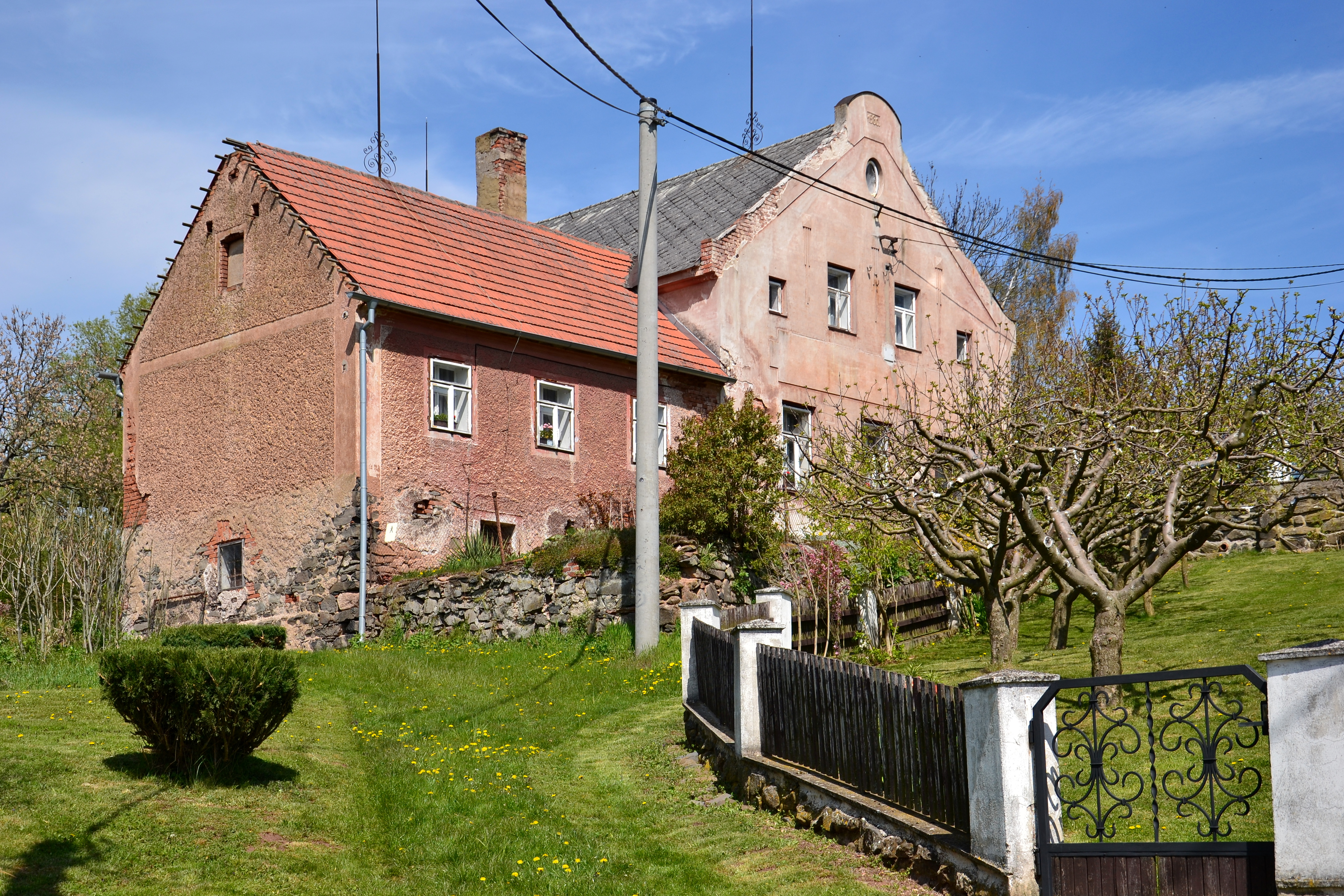
Usedlost západně od kostela
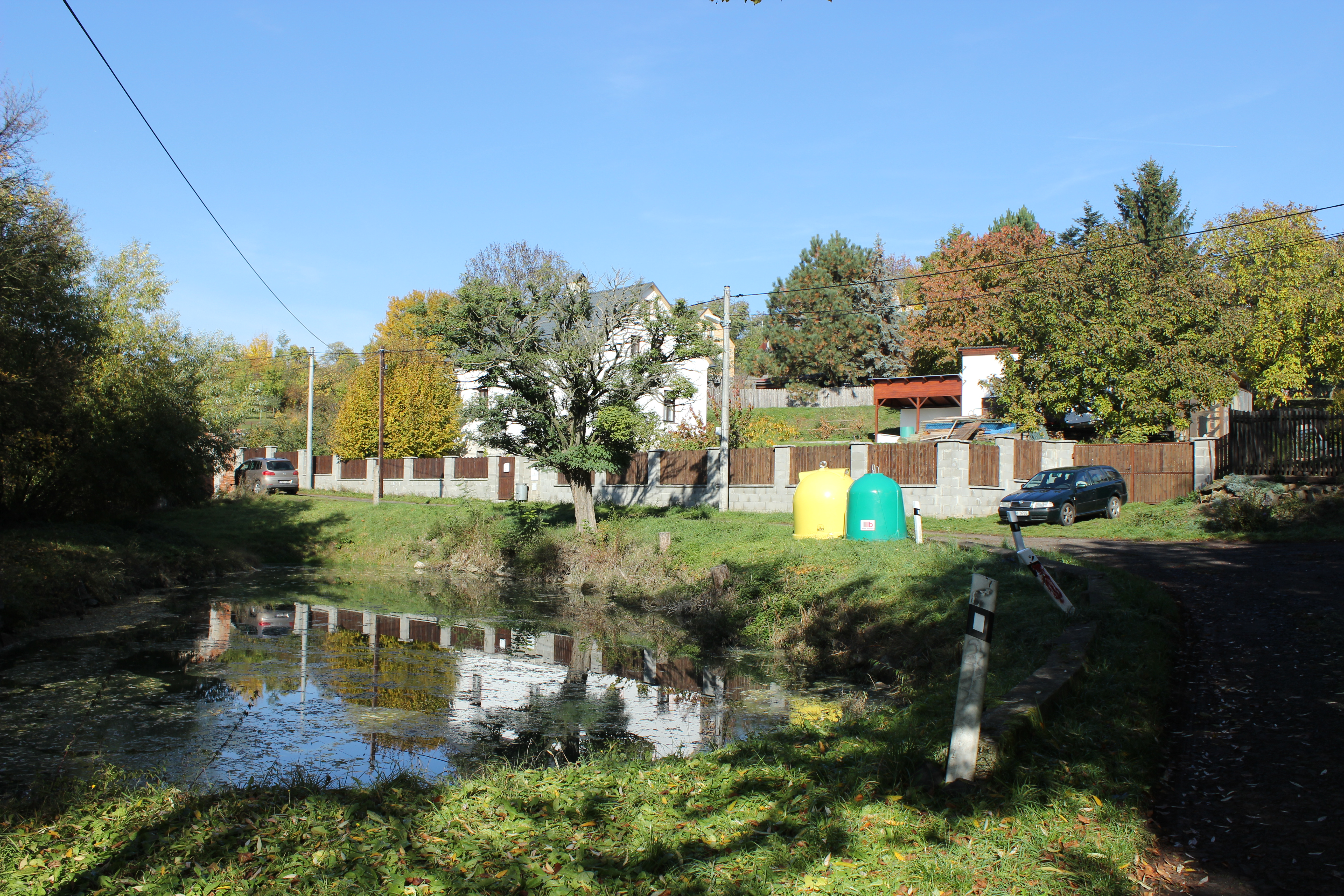
Severní části obce
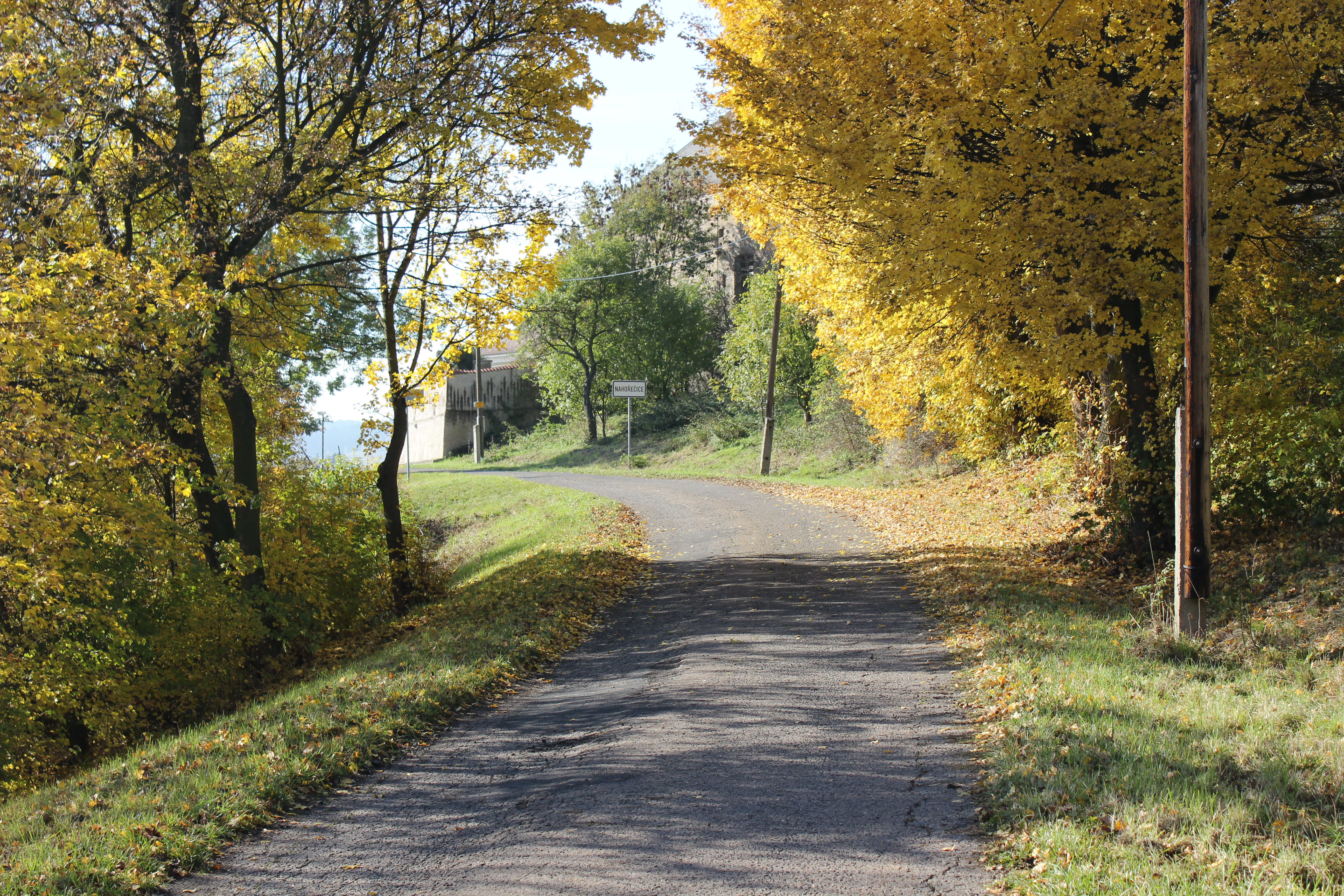
Silnice od Horního Záhoří